# 非私不可咖啡館
《非私不可咖啡館》（英語：Facebook Café），2018年台灣偶像劇，由梁以辰、梁正群、王宣、林敬倫、范峻銘、詹博翔、辜莞允領銜主演。本片獲得中華民國文化部105年度行動寬頻影音節目製作補助案第二梯次獲補助戲劇類287萬元myVideo於2018年1月28日首播。

## 播出時間

### 首播
| 頻道                    | 所在地 | 首播日期      | 播放時間 |
| ----------------------- | ------ | ------------- | -------- |
| myVideo                 | 臺灣   | 2018年1月28日 |          |
| Youtube                 | 臺灣   | 2018年1月28日 |          |
| COMEDY CENTRAL 爆笑頻道 | 臺灣   |               |          |

## 故事大綱
如果，臉書（Facebook）是一間咖啡館...
艾莉剛與男友分手，偶然間進入一家神奇的咖啡館，由馬克開的這家店，24小時全年無休，在這裡喝咖啡完全免費，唯一的代價，就是分享你的隱私，並服從店長所定的一切法則。
你，準備好出賣隱私了嗎？

## 演員列表

### 主要演員
| 演員   | 角色                   | 介紹 | 登場集數 |
| 梁以辰 | 艾莉                   |      |          |
| 梁正群 | 馬克                   |      |          |
| 王宣   | 烏蘇拉                 |      |          |
| 林敬倫 | 青藍                   |      |          |
| 范峻銘 | 可樂                   |      |          |
| 詹博翔 | 踢米                   |      |          |
| 辜莞允 | 布蘭妮 麻油子 莎莎波羅 |      |          |
| 羅子晴 | 千亞                   |      |          |

### 其他演員
| 演員   | 角色                | 介紹 | 登場集數 |
| 宋少卿 | 正義隊長 曼斯坦博士 |      |          |
| 黃冠智 | 史密斯              |      |          |
| 李鍾翰 | 霍小金              |      |          |
| 梁榕   | 阿里莎              |      |          |

## 外部連結
- 非私不可咖啡館的Facebook專頁